# Inondations de 2016 à Accra
 (août 2023).

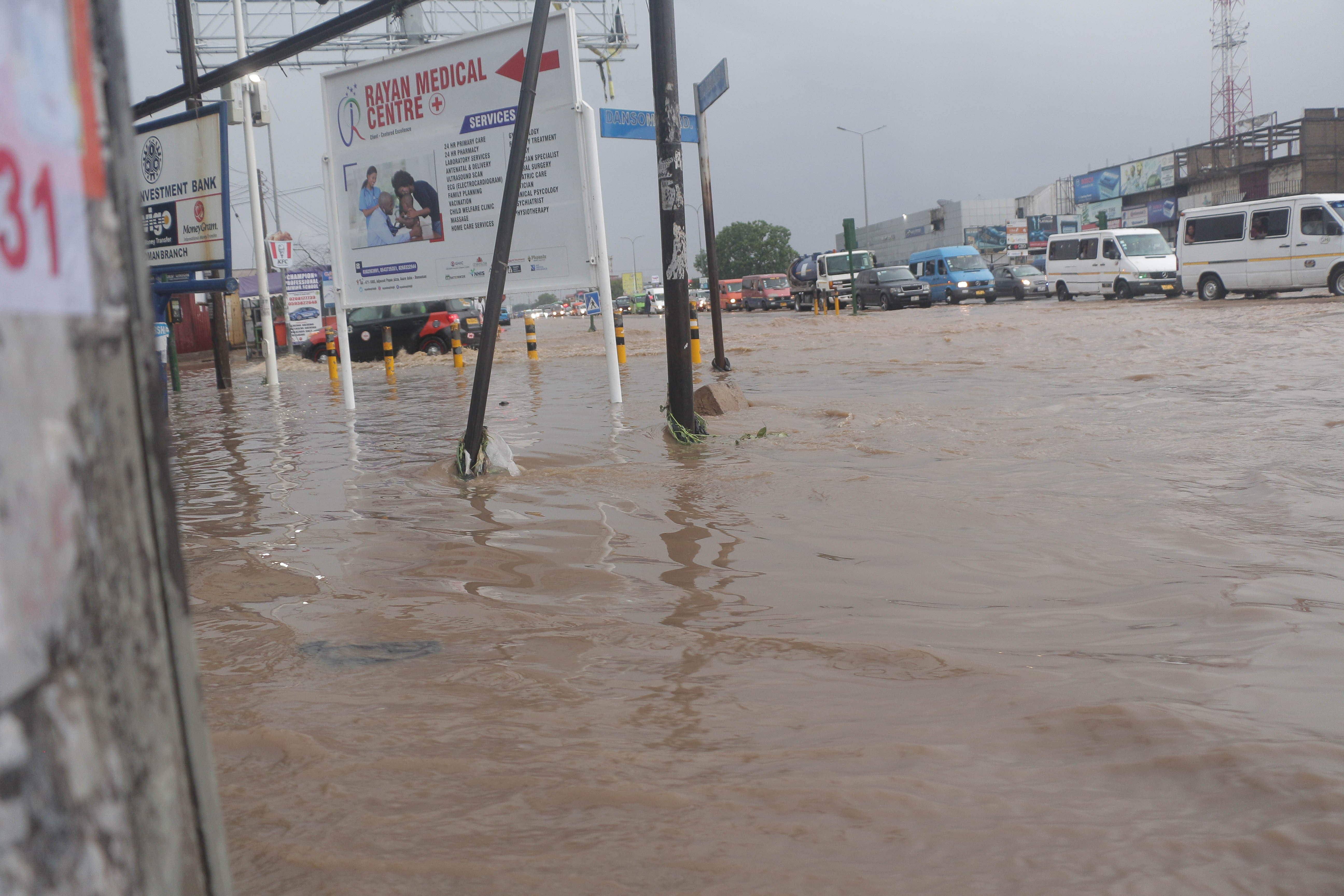

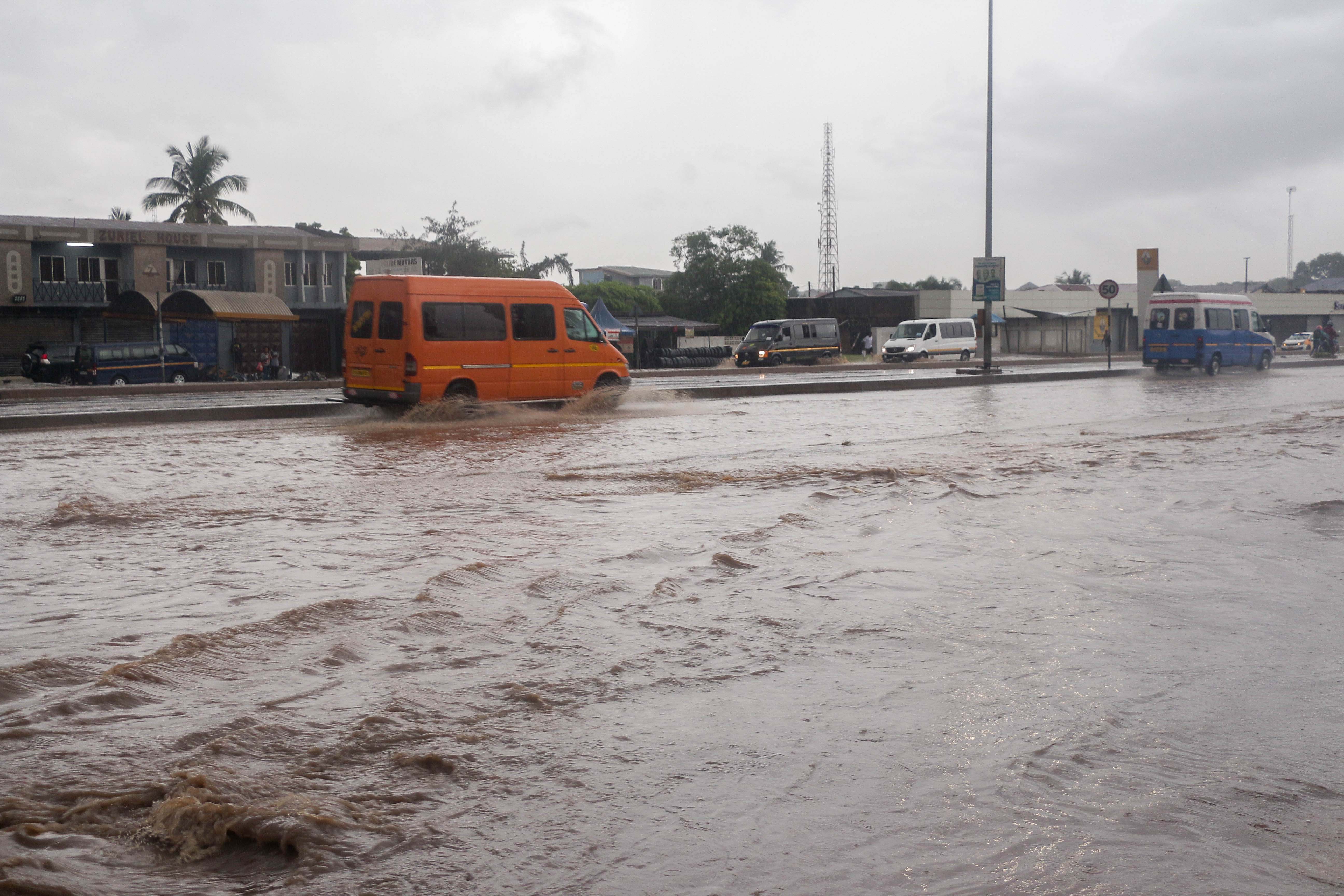
La majeure partie d'Accra a été inondée pendant la saison des pluies, provoquant une crise environnementale au Ghana

Les inondations de 2016 à Accra sont des inondations qui déroulent au Ghana en juin 2016.

## Description
Ces inondations meurtrières ont le fait de fortes pluies à Accra, la capitale du Ghana, en juin 2016. L'inondation commence le 9 juin 2016. Au 15 juin 2016, au moins 10 personnes sont mortes du fait de ces inondations.